# Аляндра (Португалія)
Аляндра (порт. Alhandra; МФА: [ɐ.ˈʎɐ̃.dɾɐ]) — парафія в Португалії, у муніципалітеті Віла-Франка-де-Шира. Розташована в західній частині країни, на теренах історичної португальської провінції Ештремадура. Входить до складу округу Лісабон. За адміністративним поділом, чинним до 1976 року, терени парафії були складовою провінції Рібатежу. Належить до Лісабонського патріархату Католицької церкви. Патрон — Іван Хреститель. Площа — 2,3432 км². Населення — 6047 ос. (2011). Сильно урбанізований регіон. Густота населення — 2580,66 осіб/км²
. Код — 111401.

## Населення
| Кількість мешканців | Кількість мешканців | Кількість мешканців | Кількість мешканців | Кількість мешканців | Кількість мешканців | Кількість мешканців | Кількість мешканців | Кількість мешканців | Кількість мешканців | Кількість мешканців | Кількість мешканців | Кількість мешканців | Кількість мешканців | Кількість мешканців |
| ------------------- | ------------------- | ------------------- | ------------------- | ------------------- | ------------------- | ------------------- | ------------------- | ------------------- | ------------------- | ------------------- | ------------------- | ------------------- | ------------------- | ------------------- |
| 1864                | 1878                | 1890                | 1900                | 1911                | 1920                | 1930                | 1940                | 1950                | 1960                | 1970                | 1981                | 1991                | 2001                | 2011                |
| 1 742               | 1 685               | 1 904               | 2 287               | 2 702               | 2 939               | 3 482               | 4 399               | 4 630               | 5 506               | 7 018               | 8 079               | 7 144               | 7 205               | 6 047               |